# Behlenheim
Behlenheim est une ancienne commune française du Bas-Rhin. Elle a le statut de commune associée entre juillet 1974 et décembre 2015.

## Toponymie
Le village est appelé Behleim en 1229.

## Histoire
Le site de la commune est habité depuis au moins l’époque mérovingienne, comme l’atteste un sarcophage de cette période découvert en 1917 et aujourd’hui conservé au Palais du Rhin à Strasbourg. Propriété au XIIIe siècle de l’abbaye Saint-Étienne, qui y possède une cour dîmière, le village est déjà à cette époque le siège d’une paroisse dédiée à saint Christophe et rattachée à l’abbaye.
Bien que l’abbaye Saint-Étienne demeure le principale propriétaire dans les siècles suivant, d’autres institutions acquièrent des droits sur le territoire, notamment l’abbaye de Gengenbach qui y possède également une cour dîmière.
Le 15 juillet 1974, la commune de Behlenheim est rattachée à celle de Truchtersheim sous le régime de la fusion-association. Le 1er janvier 2016, La commune associée de Behlenheim est supprimée à cause de la création de la commune nouvelle de Truchtersheim.

## Démographie
| 1793 | 1800 | 1806 | 1821 | 1831 | 1836 | 1841 | 1846 | 1851 |
| ---- | ---- | ---- | ---- | ---- | ---- | ---- | ---- | ---- |
| 115  | 107  | 120  | 126  | 144  | 198  | 179  | 194  | 170  |

| 1911 | 1921 | 1926 | 1931 | 1936 | 1946 | 1954 | 1962 | 1968 |
| ---- | ---- | ---- | ---- | ---- | ---- | ---- | ---- | ---- |
| 213  | 177  | 176  | 164  | 138  | 133  | 126  | 121  | 129  |

## Héraldique
| Blason de Behlenheim | Blason  | D’argent à l’anneau d’azur. |
| Blason de Behlenheim | Détails |                             |

## Lieux et monuments
L’église de Behlenheim a été construite en 1802 en réutilisant des éléments de celle de Dorlisheim.

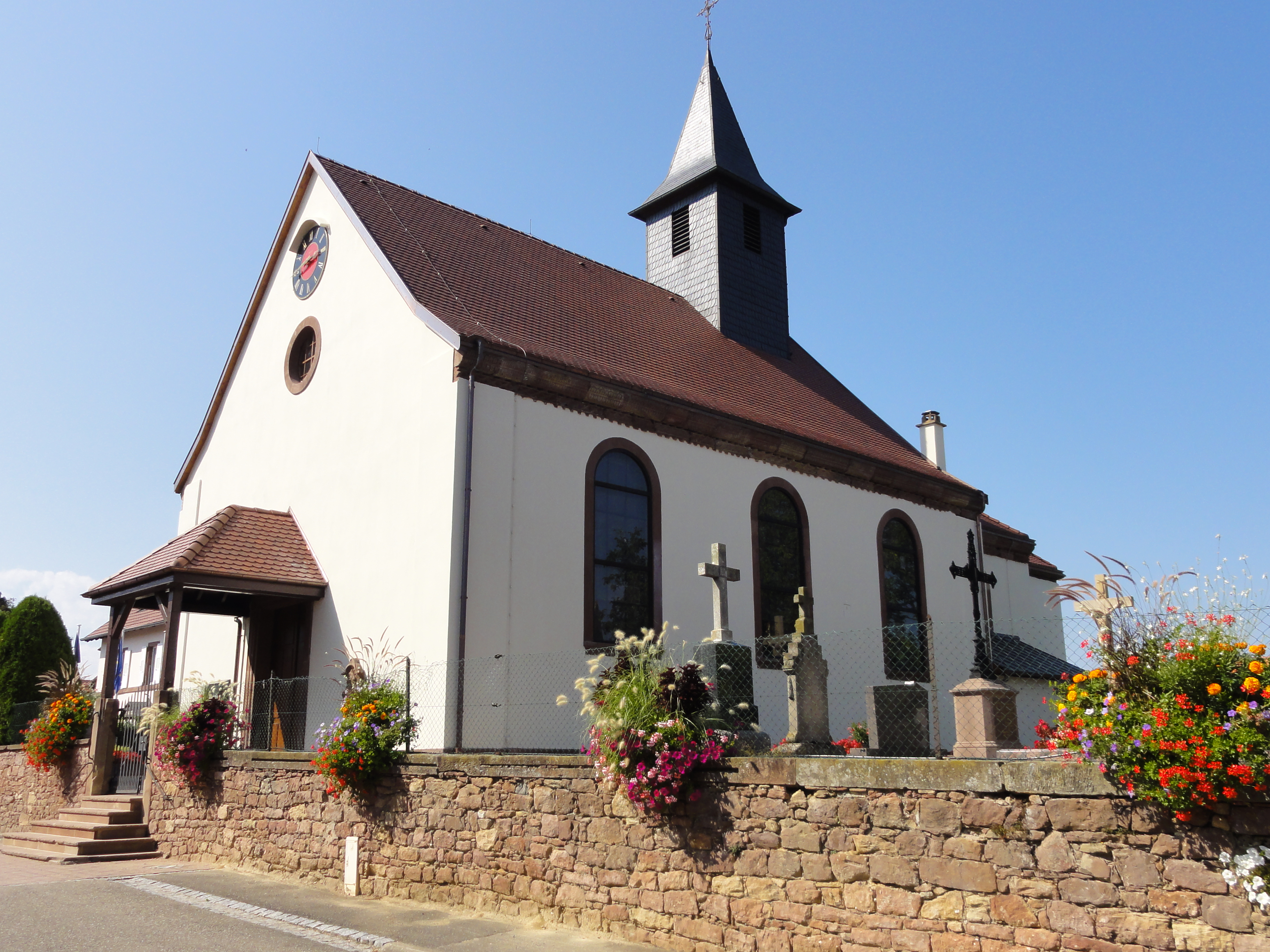
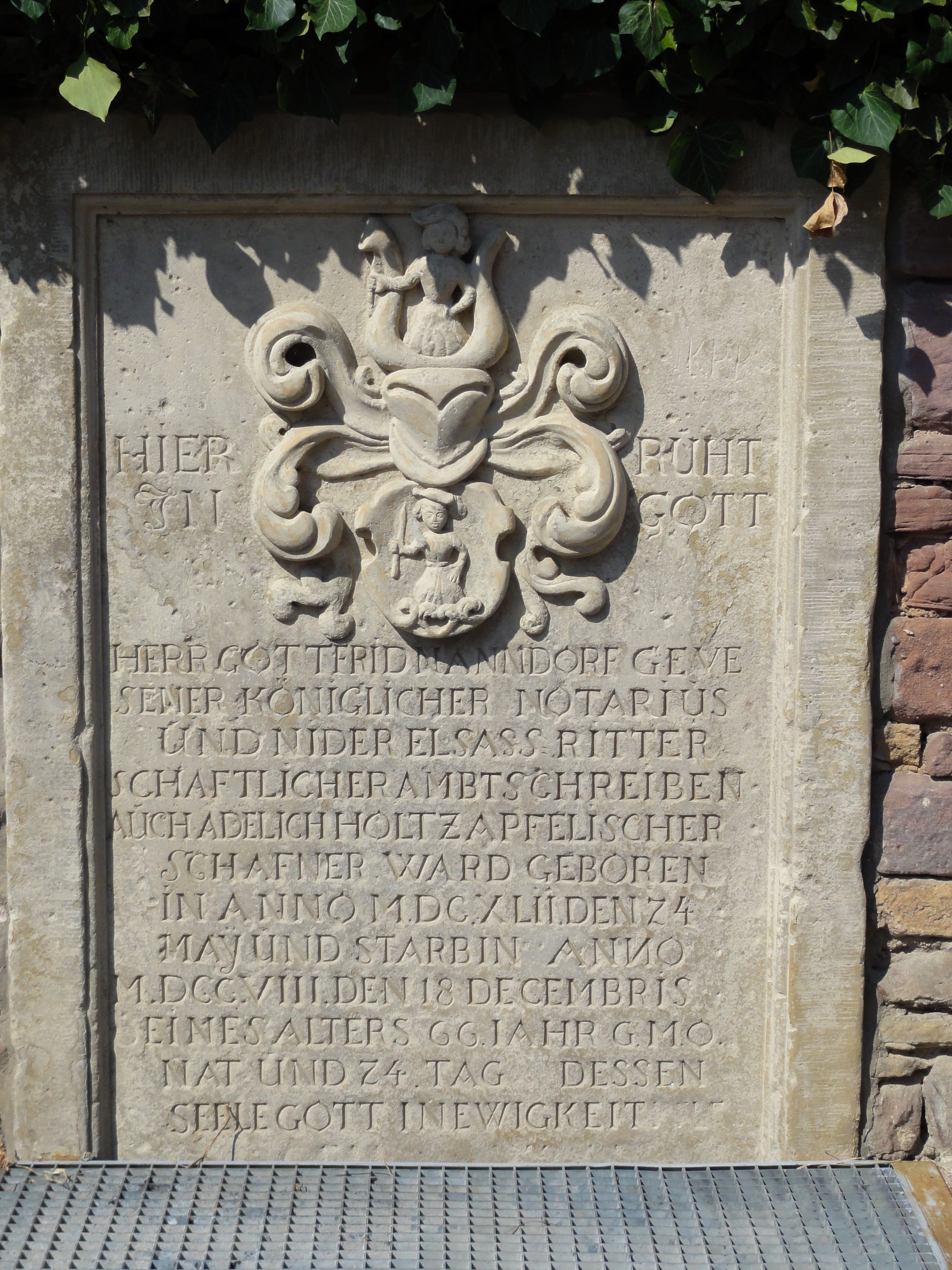